# Consualia
I Consualia erano due feste della religione romana dedicate al dio Conso (dio dei granai e degli approvvigionamenti).

## Descrizione
Venivano celebrate la prima il 21 agosto, durante il periodo del raccolto, e la seconda il 15 dicembre. Tutti i riti si svolgevano davanti a un altare sotterraneo del Circo Massimo, portato in superficie in occasione della festa.
Sempre secondo Dionigi, il dio Conso, era da molti identificato nel Neptunus Equestris, ovvero nel dio Nettuno protettore degli equini. Pertanto erano di rigore le celebrazioni con corse di asini, cavalli o muli, cui assistevano anche gli equini non concorrenti, agghindati con ornamenti floreali e per quel giorno esentati da ogni lavoro.
Si legge in Tito Livio che i Consualia furono istituiti dallo stesso Romolo quando, con i giovani romani snobbati dalle genti vicine, organizzò il famoso Ratto delle Sabine . 
(Tito Livio, Ab Urbe condita libri, I, 9, Newton & Compton, Roma, 1975, trad.: G.D. Mazzocato)